# Gino Munaron
Gino Munaron (ur. 2 kwietnia 1928 w Turynie, zm. 22 listopada 2009 w Pecetto di Valenza) – włoski kierowca wyścigowy.

## Życiorys
Munaron był w połowie lat 50. mocnym kierowcą samochodów sportowych i turystycznych, takich jak Ferrari, Maserati czy O.S.C.A. W 1955 roku wygrał Ferrari wyścig w Hyeres, rok później był Maserati trzeci w Pescarze i czwarty w Bari, a w 1957 roku zajął Ferrari 250 GT trzecie miejsce w wyścigu 12h Reims.
W 1960 roku zadebiutował Maserati 250F w Formule 1, uczestnicząc w Grand Prix Argentyny. Mimo faktu, że jego samochód miał sześć lat, to Munaron zdołał zakwalifikować się na 19. miejscu i ukończył wyścig na 13 pozycji. W Grand Prix Włoch zakwalifikował się na ósmym miejscu, ale nie ukończył wyścigu. Ogółem wystartował w czterech Grand Prix.
W 1961 roku nie zakwalifikował się Cooperem T43 do Grand Prix Syrakuz. Powrócił później do samochodów turystycznych. W 1964 roku Alfą Romeo Giulią TI był wraz z Andreą de Adamichem piąty w wyścigu 24h Spa, zajął też drugie miejsce w Coppa Inter Europa (4h Monza).

## Wyniki w Formule 1
| Legenda oznaczeń w tabelach wyników Wyświetl szablon na nowej stronie | Legenda oznaczeń w tabelach wyników Wyświetl szablon na nowej stronie                                                                     |
| Oznaczenie                                                            | Wyjaśnienie |
| --------------------------------------------------------------------- | --- |
| Złoty                                                                 | Zwycięzca lub mistrzostwo |
| Srebrny                                                               | 2. miejsce lub wicemistrzostwo |
| Brązowy                                                               | 3. miejsce lub II wicemistrzostwo |
| Zielony                                                               | Ukończył, punktował (w klasyfikacji generalnej, gdy zdobył co najmniej jeden punkt na przestrzeni sezonu, poza trzema powyższymi opcjami) |
| Niebieski                                                             | Ukończył, nie punktował (w klasyfikacji generalnej, gdy nie zdobył co najmniej jednego punktu na przestrzeni sezonu)                      |
| Czerwony                                                              | Nie zakwalifikował się (NZ) |
| Czerwony                                                              | Nie prekwalifikował się (NPK) |
| Różowy                                                                | Nie ukończył (NU) |
| Różowy                                                                | Niesklasyfikowany (NS) (w klasyfikacji generalnej, gdy nie został sklasyfikowany w żadnym wyścigu sezonu)                                 |
| Czarny                                                                | Zdyskwalifikowany (DK) |
| Czarny                                                                | Wykluczony (WYK/EX) |
| Biały                                                                 | Nie wystartował (NW) |
| Biały                                                                 | Kontuzjowany (K/INJ) |
| Biały                                                                 | Wyścig odwołany (OD/C) |
| Bez koloru                                                            | Został wycofany (WYC/WD) |
| Bez koloru                                                            | Nie przybył (NP/DNA) |
| Bez koloru                                                            | Nie brał udziału w treningach (NT/DNP) |
| Bez koloru                                                            | Nie został zgłoszony (–) |
| Pogrubienie                                                           | Start z pole position |
| Kursywa                                                               | Najszybsze okrążenie wyścigu |
| †                                                                     | Nie ukończył, ale jego rezultat został zaliczony ze względu na przejechanie więcej niż 90% dystansu wyścigu.                              |
| *                                                                     | Sezon w trakcie |
| 1/2/3                                                                 | Punktowana pozycja w sprincie kwalifikacyjnym                                                                                             |
| Lista systemów punktacji Formuły 1                                    | |

| Rok  | Zespół                       | Samochód      | Silnik   | Wyniki w poszczególnych eliminacjach | Wyniki w poszczególnych eliminacjach | Wyniki w poszczególnych eliminacjach | Wyniki w poszczególnych eliminacjach | Wyniki w poszczególnych eliminacjach | Wyniki w poszczególnych eliminacjach | Wyniki w poszczególnych eliminacjach | Wyniki w poszczególnych eliminacjach | Wyniki w poszczególnych eliminacjach | Wyniki w poszczególnych eliminacjach | Msc. | Pkt. |
| ---- | ---------------------------- | ------------- | -------- | ------------------------------------ | ------------------------------------ | ------------------------------------ | ------------------------------------ | ------------------------------------ | ------------------------------------ | ------------------------------------ | ------------------------------------ | ------------------------------------ | ------------------------------------ | ---- | ---- |
| 1960 |                              |               |          | ARG                                  | MCO                                  | 500                                  | NLD                                  | BEL                                  | FRA                                  | GBR                                  | PRT                                  | ITA                                  | USA                                  | 52   | 0    |
| 1960 | Gino Munaron                 | Maserati 250F | Maserati | 13                                   | -                                    | -                                    | -                                    | -                                    | -                                    | -                                    | -                                    | -                                    | -                                    | 52   | 0    |
| 1960 | Scuderia Eugenio Castellotti | Cooper T51    | Ferrari  | -                                    | -                                    | -                                    | -                                    | -                                    | NU                                   | 15                                   | -                                    | NU                                   | -                                    | 52   | 0    |